# Dent de Gargantua (Saint-Suliac)
La Dent de Gargantua est un menhir situé à Saint-Suliac, dans le département français d'Ille-et-Vilaine.

## Protection
L'édifice est classé au titre des monuments historiques par la liste de 1889. 

## Description
C'est un bloc de quartz blanc en forme d'obélisque à quatre faces. Il mesure 5 m de haut, 3 m de large côté nord et 2 m de large côté sud.

## Folklore
Selon la légende Gargantua, qui se promenait sur les bords de la Rance, vit une fée dont il tomba amoureux et il l'épousa. Alors que Gargantua rentrait de la chasse, sa femme accoucha d'un garçon. Gargantua voulut le dévorer mais la fée remplaça le nourrisson par une énorme pierre qu'elle cachât dans des langes. Gargantua se brisa une dent sur la pierre et la cracha par terre. De colère, le géant frappa du pied le sol, formant ainsi la plaine de Mordreuc désormais inondée à Pleudihen-sur-Rance, puis il quitta les lieux mais il fut gêné par les graviers qui étaient rentrés dans ses chaussures lorsqu'il en frappait le sol. Gargantua secoua ses chaussures pour s'en débarrasser et deux blocs de granite en tombèrent, l'un à l'embouchure de la Rance (le Rocher de Bizeux) et l'autre dans la baie (le Rocher de Cancale).
Deux autres mégalithes locaux, désormais disparus, étaient aussi associés au géant : le Gravier de Gargantua, menhir probablement envasé sur la grève, et le Lit de Gargantua ou Berceau de Gargantua, dolmen ruiné disparu avec l'élargissement de la grève.